# Рокі-Маунт (Північна Кароліна)
Рокі-Маунт (англ. Rocky Mount) — місто (англ. city) в США у штаті Північна Кароліна. Адміністративний центр округу Неш, частина міста також розташована в окрузі Еджком. Населення — 54 341 особа (2020). Розташоване на північ від міста Вілсон і на схід від столиці штату Ралі. Перше поселення тут з'явилося 1816 року, 1867 року Рокі-Маунт стало містом. Стоїть на річці Тар.

## Географія
Рокі-Маунт розташоване за координатами 35°58′7″ пн. ш. 77°48′30″ зх. д. / 35.96861° пн. ш. 77.80833° зх. д. (35.968508, -77.808283).  За даними Бюро перепису населення США в 2010 році місто мало площу 113,97 км², з яких 113,41 км² — суходіл та 0,56 км² — водойми.

### Клімат
| Клімат : Рокі-Маунт     | Клімат : Рокі-Маунт | Клімат : Рокі-Маунт | Клімат : Рокі-Маунт | Клімат : Рокі-Маунт | Клімат : Рокі-Маунт | Клімат : Рокі-Маунт | Клімат : Рокі-Маунт | Клімат : Рокі-Маунт | Клімат : Рокі-Маунт | Клімат : Рокі-Маунт | Клімат : Рокі-Маунт | Клімат : Рокі-Маунт | Клімат : Рокі-Маунт |
| Показник                | Січ.                | Лют.                | Бер.                | Квіт.               | Трав.               | Черв.               | Лип.                | Серп.               | Вер.                | Жовт.               | Лист.               | Груд.               | Рік                 |
| Абсолютний максимум, °C | 25,6                | 27,8                | 31,7                | 35,6                | 36,7                | 41,1                | 40,6                | 39,4                | 38,9                | 38,3                | 30,0                | 26,7                | 41,1                |
| Середній максимум, °C   | 9,4                 | 11,8                | 16,2                | 21,4                | 25,8                | 29,4                | 31,4                | 30,2                | 26,6                | 21,6                | 16,5                | 10,7                | 20,9                |
| Середній мінімум, °C    | −1,1                | 0,6                 | 4,2                 | 8,7                 | 13,4                | 18,4                | 20,5                | 20,1                | 15,9                | 10,1                | 4,7                 | 0,3                 | 9,7                 |
| Абсолютний мінімум, °C  | −22,2               | −15,6               | −11,7               | −3,9                | 0,0                 | 6,1                 | 11,1                | 7,2                 | 2,8                 | −7,2                | −8,9                | −17,8               | −22,2               |
| Норма опадів, мм        | 105                 | 90                  | 110                 | 81                  | 97                  | 100                 | 124                 | 112                 | 135                 | 77                  | 72                  | 82                  | 1185                |
| Днів з опадами          | 9,8                 | 8,6                 | 9,6                 | 8,2                 | 9,3                 | 8,9                 | 10,4                | 9,5                 | 7,6                 | 6,9                 | 7,3                 | 9                   | 105                 |
| ----------------------- | ------------------- | ------------------- | ------------------- | ------------------- | ------------------- | ------------------- | ------------------- | ------------------- | ------------------- | ------------------- | ------------------- | ------------------- | ------------------- |
| Джерело: NOAA           |                     |                     |                     |                     |                     |                     |                     |                     |                     |                     |                     |                     |                     |

## Демографія

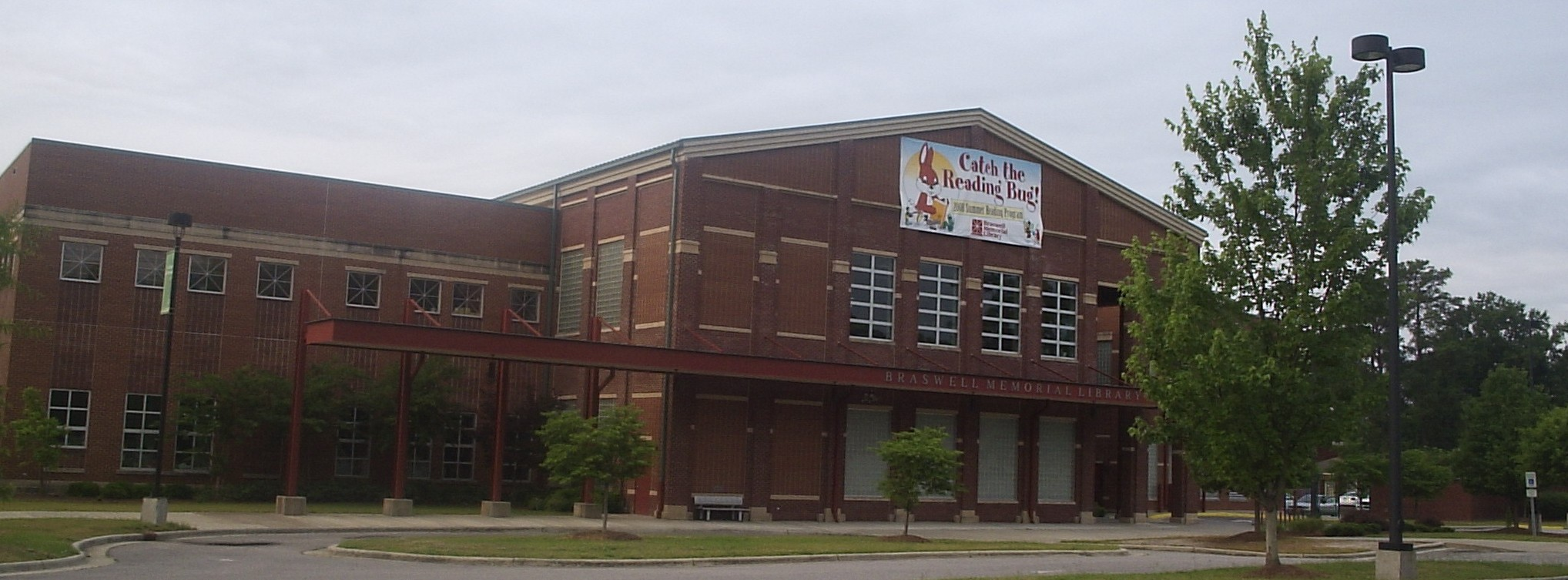
Рокі-Маунт. Міська бібліотека.

Згідно з переписом 2010 року, у місті мешкало 57 477 осіб у 23 097 домогосподарствах у складі 14 639 родин. Густота населення становила 504 особи/км².  Було 26953 помешкання (236/км²).
Расовий склад населення:
| - 61,3 % — чорних або афроамериканців - 33,5 % — білих - 1,0 % — азіатів - 0,6 % — корінних американців - 2,1 % — осіб інших рас |

До двох чи більше рас належало 1,6 %. Частка іспаномовних становила 3,7 % від усіх жителів.
За віковим діапазоном населення розподілялося таким чином: 24,6 % — особи молодші 18 років, 61,2 % — особи у віці 18—64 років, 14,2 % — особи у віці 65 років та старші. Медіана віку мешканця становила 38,7 року. На 100 осіб жіночої статі у місті припадало 84,3 чоловіків;  на 100 жінок у віці від 18 років та старших — 78,7 чоловіків також старших 18 років.
Середній дохід на одне домашнє господарство  становив 49 049 доларів США (медіана — 36 088), а середній дохід на одну сім'ю — 56 825 доларів (медіана — 43 292). Медіана доходів становила 38 618 доларів для чоловіків та 29 130 доларів для жінок. За межею бідності перебувало 25,9 % осіб, у тому числі 40,1 % дітей у віці до 18 років та 17,0 % осіб у віці 65 років та старших.
Цивільне працевлаштоване населення становило 22 230 осіб. Основні галузі зайнятості: освіта, охорона здоров'я та соціальна допомога — 23,6 %, виробництво — 17,7 %, роздрібна торгівля — 12,5 %, мистецтво, розваги та відпочинок — 11,0 %.